# Erzbistum Prag
Das Erzbistum Prag (lat.: Archidioecesis Pragensis, tschech.: Arcibiskupství pražské bzw. Arcidiecéze pražská) ist die größte Diözese der römisch-katholischen Kirche in Tschechien. Sie umfasst die dichtbesiedelten Gebiete im Zentrum Böhmens. Die Bischofskirche St. Veit und der erzbischöfliche Palast befinden sich auf dem Prager Hradschin.

Kathedrale St. Veit (Veitsdom)

## Zeit der Christianisierung
Die christliche Mission von Böhmen und Mähren erfolgte von der Kirchenprovinz Salzburg aus. Dabei waren in Böhmen Regensburger Missionare und in Mähren Passauer Missionare tätig. 845 ließen sich 14 Große (duces) aus Böhmen in Regensburg taufen. Sie gaben das Christentum jedoch bald wieder auf. 863 kamen die Heiligen Kyrillos und Methodios nach Mähren. Sie übersetzten die Bibel und andere Texte in die slawische Sprache und verwendeten sie in der Liturgie. Um 883 empfingen Herzog Bořivoj I. und seine Frau Ludmilla die Taufe und brachten slawische Priester nach Böhmen mit. Gleichzeitig bestand seit etwa 895 in Prag ein lateinisches Archipresbyterat mit Geistlichen aus Regensburg.

## Gründung unter den Přemysliden
Seit den 960er Jahren verhandelte der Přemyslide Herzog Boleslav I. mit Papst Johannes XIII. über die Errichtung eines Bistums für ganz Böhmen und Mähren. Durch eine Übereinkunft zwischen Boleslav II. und Kaiser Otto I. sowie dem Regensburger Bischof Wolfgang, zu dessen Jurisdiktionsbezirk Böhmen bis dahin gehört hatte, wurde das Bistum Prag 973 gegründet. Es umfasste Böhmen und Mähren mit Schlesien, Kleinpolen und dem Tscherwener Land. Der von Boleslav II. bestimmte erste Bischof Thietmar konnte erst 976 vom Mainzer Metropoliten, dem das neue Bistum aus politischen Gründen zugeordnet wurde, geweiht werden. Zur Bischofskirche wurde der Rundbau von St. Veit auf der Prager Burg bestimmt, in dem sich das Grab des Landesheiligen Wenzel befand. Nach dem Tod Thietmars wählte Boleslav II. 982 Adalbert zum zweiten Bischof. Im Jahr 1000 gingen Schlesien und Kleinpolen an das neue Erzbistum Gnesen. Mit der Gründung des Bistums Olmütz 1063 wurde Mähren abgetrennt, so dass das Gebiet der Diözese Prag seit dieser Zeit mit dem Herzogtum Böhmen, zu dem auch das Glatzer Land und Zittau gehörten, identisch war.
Die materielle Absicherung des Bistums erfolgte durch den Herzog von Böhmen, der auch über die Besetzung des Bistums entschied. Erst unter Bischof Daniel erfolgte eine Lösung aus der Abhängigkeit gegenüber dem Landesherrn. Daniel teilte das Bistum in zehn Archidiakonate, für deren materielle Absicherung der Ertrag aus den bischöflichen Gütern eingesetzt wurde. Die Archidiakone waren die ersten vom Bischof abhängigen Kleriker und unterstützten Daniel bei seinen Bemühungen um die Loslösung von der herzoglichen Vorherrschaft. Der Prager Archidiakon fungierte gleichzeitig als Prälat des bischöflichen Kapitels. Schließlich anerkannte Ende des 12. Jahrhunderts König Ottokar I. Přemysl das Bischofswahlrecht des Domkapitels, behielt  sich jedoch die Investitur vor. Der deshalb während der Amtszeit von Bischof Andreas geführte Investiturstreit konnte 1222 mit einem Konkordat beigelegt werden. Durch die Stärkung der bischöflichen Position erfolgte eine positive Entwicklung der kirchlichen Strukturen. Es wurde ein flächendeckendes Netz von Pfarreien errichtet, die auf Vorschlag des jeweiligen Kirchenpatrons durch den Bischof besetzt wurden und die seiner Aufsicht unterstanden. 1244 unternahm der Mainzer Metropolit Siegfried von Eppstein eine Visitation des Bistums Prag. Nach dem Ausbau des Pfarrnetzes Ende des 13. Jahrhunderts waren 2084 Pfarreien vorhanden, die in 57 Dekanate aufgeteilt waren.
Wirtschaftliche Ausstattung des Bistums
Die bischöflichen Güter waren über das ganze Land zerstreut und zersplittert. Mit dem seit dem Ende des 12. Jahrhunderts geförderten Landesausbau entstanden um einzelne Güter geschlossene Herrschaftsgebiete, die von Burggrafen verwaltet wurden und deren Ertrag an den erzbischöflichen Hof abgeliefert werden musste. Zu den ältesten Bischofsgütern gehörten Moldauthein, Příbram, Bischofteinitz, Rothřečitz und Pilgram. Die Bistumsgüter waren zwar dem Bischof unterstellt, verfügten jedoch gegenüber dem Adelsbesitz über weniger Freiheiten. Sie stellten eine Sonderform des königlichen Besitzes dar, aus dem der Herrscher jederzeit eine Unterstützung fordern konnte.

## Unter den Luxemburgern
Für das Jahr 1311 ist erstmals die Ernennung eines Generalvikars sowie die Existenz eines Weihbischofs nachgewiesen. 1341 übertrug Papst Benedikt XII. dem Prager Bischof das Recht, den böhmischen König zu krönen und löste gleichzeitig das Bistum Prag aus dem Mainzer Metropolitanverband. Am 30. April 1344 erhob Papst Clemens VI. das Bistum Prag zum Erzbistum mit den Suffraganbistümern Olmütz und Leitomischl, das im selben Jahr neu gegründet worden war und das vom bisherigen Bistum Prag vier Dekanate zugewiesen bekam. Erster Erzbischof wurde der seit 1343 amtierende Bischof Ernst von Pardubitz, der ab 1348 auch das Amt des ersten Kanzlers der Karlsuniversität bekleidete. Auf der von ihm geleiteten Reformsynode wurden 1349 erstmals Provinzialstatuten für das Erzbistum verabschiedet. Der von Karl IV. verfolgte Plan der Loslösung des Bistums Breslau aus der Kirchenprovinz Gnesen und dessen Zuordnung als Suffragan von Prag musste 1353 aufgegeben werden. Auf Karls Betreiben hin erhielt der Prager Erzbischof 1365 von Papst Innozenz VI. den Titel eines Legatus natus, dessen Vollmachten sich auch auf die Diözesen Meißen, Bamberg und Regensburg erstreckten und die bis 1396 gültig waren. Während der Regierungszeit von Karls Sohn Wenzel IV. begann eine innerkirchliche Reformbewegung, mit der auch eine Kritik an den kirchlichen Institutionen verbunden war. Ihr stellte sich Erzbischof Johann von Jenstein entgegen, der die Kirchenverwaltung neu ordnete, die Pfarrsprengel visitierte und Synoden einberief. Obwohl er sich den bischöflichen Aufgaben mit voller Energie widmete und an den Klerus hohe moralische Ansprüche stellte, geriet er in dauerhaften Konflikt mit dem König, weshalb er 1393 auf sein Amt verzichtete.

## Hussitentum und Gegenreformation
Der Universitätslehrer Jan Hus verband die Kritik an den kirchlichen Institutionen mit tschechischen Nationalanliegen. Da er sich zu den Lehren John Wyclifs bekannte, wurde er 1411 vom Papst exkommuniziert und trotz der Zusage des freien Geleites, 1415 auf dem Konzil von Konstanz als Ketzer verbrannt. Hus’ Anhänger, die sich in einen gemäßigten und einen radikalen Flügel teilten, reagierten auf die Verbrennung mit einem gesteigerten Radikalismus, der u. a. zum Ersten Prager Fenstersturz führte und schließlich in den Hussitenkriegen mündete. Im Mai 1420 einigten sich die Hussiten auf die Vier Prager Artikel, die der amtierende katholische Erzbischof Konrad von Vechta im April 1421 in der Absicht, so sein Erzbistum retten zu können, annahm. Faktisch wurde er damit zum Oberhaupt der hussitischen Kirche, wodurch vom katholischen Standpunkt aus die Zeit der Sedisvakanz des Bistums begann, die bis 1561 andauerte. 1425 wurde Konrad von Vechta vom Heiligen Stuhl seines Amtes enthoben. Der 1435 von den Calixtinern gewählte Jan Rokycana wurde von Rom nicht anerkannt. Das Domkapitel blieb der Alten Kirche treu und verlegte seinen Sitz von 1434 bis 1436 nach Zittau. Während der Sedisvakanz amtierten vom Papst eingesetzte Administratoren. Erst gegen Ende des 15. Jahrhunderts erstarkte die katholische Kirche wieder. Ursächlich dafür waren der seit 1471 katholische König Vladislav II. und dessen Hof, der katholische Adel sowie die Annäherung des gemäßigten Flügels der Hussiten. Seit dem Konzil von Trient bemühte sich König Ferdinand I. um die Erneuerung des Erzbistums Prag als einer gemeinsamen Institution für Katholiken und Utraquisten. Nach langwierigen Verhandlungen, bei denen die Utraquisten die Zulassung der Kelchkommunion und die Katholiken die Rückgabe des konfiszierten Kirchenguts forderten, ernannte Kaiser Ferdinand I. 1561 Anton Brus von Müglitz zum Erzbischof. Anstelle der geforderten Restitution des eingezogenen Kirchenguts stellte der Kaiser Mittel aus der königlichen Kammer bereit und erhielt als Gegenleistung das Präsentationsrecht für die Erzbischöfe.

## Rekatholisierung
Obwohl Anton Brus die ersten zwei Jahre auch Utraquisten zu Priestern weihte und der Papst Pius IV. 1564 den Laienkelch zuließ, entwickelte sich das Erzbistum zu einer katholischen Institution. Da die vom Kaiser gewährte Dotation des Erzbischofs unzureichend war, bekleidete er zugleich das Amt des Großmeisters der Kreuzherren mit dem Roten Stern. Der Zustand des Bistums war unübersichtlich, und nur etwa 15 Prozent der Bevölkerung bekannten sich zum katholischen Glauben. Ab 1556 setzten sich die Jesuiten mit der Gründung der katholischen Universität Clementinum und von Jesuitenkollegien in Krumau, Wittingau, Komotau und Neuhaus für altkirchliche Reformen sowie die Bildung und Erziehung ein. Das von Erzbischof Zbynko Berka von Duba und Leipa ab 1593 verfolgte Ziel der Rekatholisierung der Bevölkerung wurde von Jan Lohelius verschärft angewandt und führte schließlich 1618 zum böhmischen Ständeaufstand. Nach dessen Niederschlagung in der Schlacht am Weißen Berg 1620 erfolgte in den nächsten Jahrzehnten eine konsequente Rekatholisierung, die sich jedoch bis Mitte des 18. Jahrhunderts hinzog. Bereits 1621 verbot der Papst wiederum die Kelchkommunion; das utraquistische Konsistorium wurde aufgelöst. 1621–1623 wurden alle nichtkatholischen Priester ausgewiesen. Wegen des nachfolgenden Priestermangels wurden Ordensgeistliche und Priester aus anderen Ländern als Seelsorger eingesetzt. Die Untertanen mussten entweder zum katholischen Glauben zurückkehren oder auswandern. Noch 1725 wurde mit allen Mitteln gegen die Kryptoprotestanten vorgegangen. 1664 bzw. 1665 wurden die Suffraganbistümer Königgrätz und Leitmeritz gegründet. Im Zuge der Josephinischen Reformen wurde die kirchliche Verwaltung dem Staat unterstellt. 1785 wurde das bis dahin zur Prager Diözese gehörende Südböhmen ausgegliedert und auf diesem Gebiet das Bistum Budweis errichtet.

## Seit dem 19. Jahrhundert

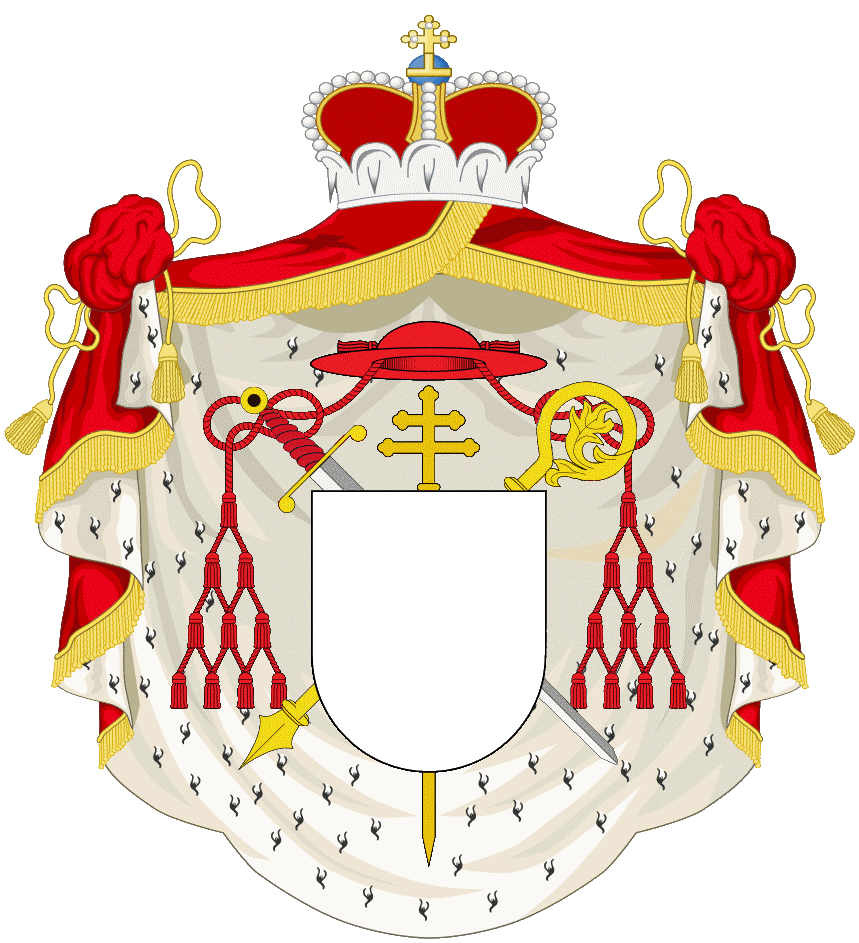
Wappen eines Fürsterzbischofs und legatus natus mit Legatenpurpur, fürstlichen und bischöflichen heraldischen Würdezeichen.

Die Erzbischöfe von Prag trugen im Heiligen Römischen Reich den Titel eines Fürsterzbischofs. Die Prager Erzbischöfe führten außerdem wie die Erzbischöfe von Gniezno/Gnesen, Gran/Esztergom-Budapest, Köln und Salzburg den Ehrentitel des „geborenen Legaten“ (lateinisch legatus natus). Als äußeres Zeichen dieser Stellung durften sie in ihrer Erzdiözese den Legatenpurpur – eine feierliche Kleidung, die wesentlich älter ist als das Purpurgewand der Kardinäle – tragen. Der Fürsterzbischof-Titel sowie die Verwendung der damit verbundenen weltlichen Würdezeichen (wie Fürstenhut und -mantel) wurde 1951 durch Papst Pius XII. formell abgeschafft.
Im 19. Jahrhundert geriet auch das zweisprachige Prager Erzbistum in den Sog der nationalen Auseinandersetzungen zwischen Tschechen und Deutschen. Erzbischof Wenzel Leopold Chlumčanský von Přestavlk stand den Zielen der tschechisch-nationalen Wiedergeburt verständnisvoll gegenüber und unterstützte sie. Von dem schwelenden Nationalitätenkonflikt war jedoch besonders die Amtszeit des Erzbischofs Leo Skrbenský von Hříště überschattet, dem es nicht gelang, die bestehenden Spannungen zu beseitigen und die dazu führten, dass Anfang des 20. Jahrhunderts die Pfarrsprengel nach nationalen Gesichtspunkten getrennt wurden.
Nach der Gründung der Tschechoslowakei 1918 verlor das Erzbistum Prag zehntausende tschechische Gläubige an die neu errichtete Tschechoslowakische Hussitische Kirche sowie durch zahlreiche Kirchenaustritte. Nach dem Zweiten Weltkrieg wurde das Generalvikariat Glatz vom polnischen Apostolischen Administrator des Erzbistums Breslau verwaltet, in das es 1972 eingegliedert wurde. 1946 wurde der von den Nationalsozialisten verfolgte Josef Beran zum Prager Erzbischof ernannt. Nach der Machtübernahme der KSČ beim Februarumsturz 1948 begann in der kommunistischen Ära eine Zeit der Unterdrückung der katholischen Kirche; 1948 wurden die Besitzungen der Kirchen und des Erzbistums enteignet, Priester und Ordensleute, die sich dem politischen Einfluss entzogen, ihrer Ämter enthoben und interniert und die katholische Presse gleichgeschaltet. Nachdem Josef Beran mit der Veröffentlichung eines Hirtenbriefs deutlich machte, dass sich die Kirche dem kommunistischen Regime nicht unterwerfen werde, wurde er 1950–1963 unter Hausarrest gestellt und während eines Rombesuchs 1965 des Landes verwiesen. Auch der 1977 ernannte Erzbischof František Tomášek konnte sein Amt nicht frei ausüben und stand unter Aufsicht der Sicherheitsbehörden. Trotzdem forderte er Verbesserungen im politischen und religiösen Leben und die Einhaltung der Menschenrechtserklärung der KSZE. Die katholische Kirche war gezwungen in den Untergrund zu gehen und als Geheimkirche zu agieren. Erst seit der Samtenen Revolution von 1989 wurde staatlicherseits das Verhältnis zum Vatikan auf eine vertrauensvolle Grundlage gestellt und die uneingeschränkte Religionsausübung verfassungsmäßig zugesichert. Bedeutsam für das Erzbistum und für ganz Tschechien war der Pastoralbesuch von Papst Johannes Paul II. am 21. und 22. April 1990 sowie das Europäische Jugendtreffen 1991/92, an dem 80.000 Jugendliche teilnahmen. Der von 1991 bis 2010 amtierende Erzbischof Miloslav Vlk erwarb sich große Verdienste im Aussöhnungsprozess zwischen Tschechen und Deutschen. Die Auseinandersetzungen um eine zumindest teilweise Restitution des 1948 verstaatlichten Kirchenguts halten bis heute (2008) an.
1993 wurde aus den westböhmischen Territorien des Erzbistums das neue Bistum Pilsen errichtet, zu dem auch kleinere Anteile aus dem Bistum Budweis kamen.

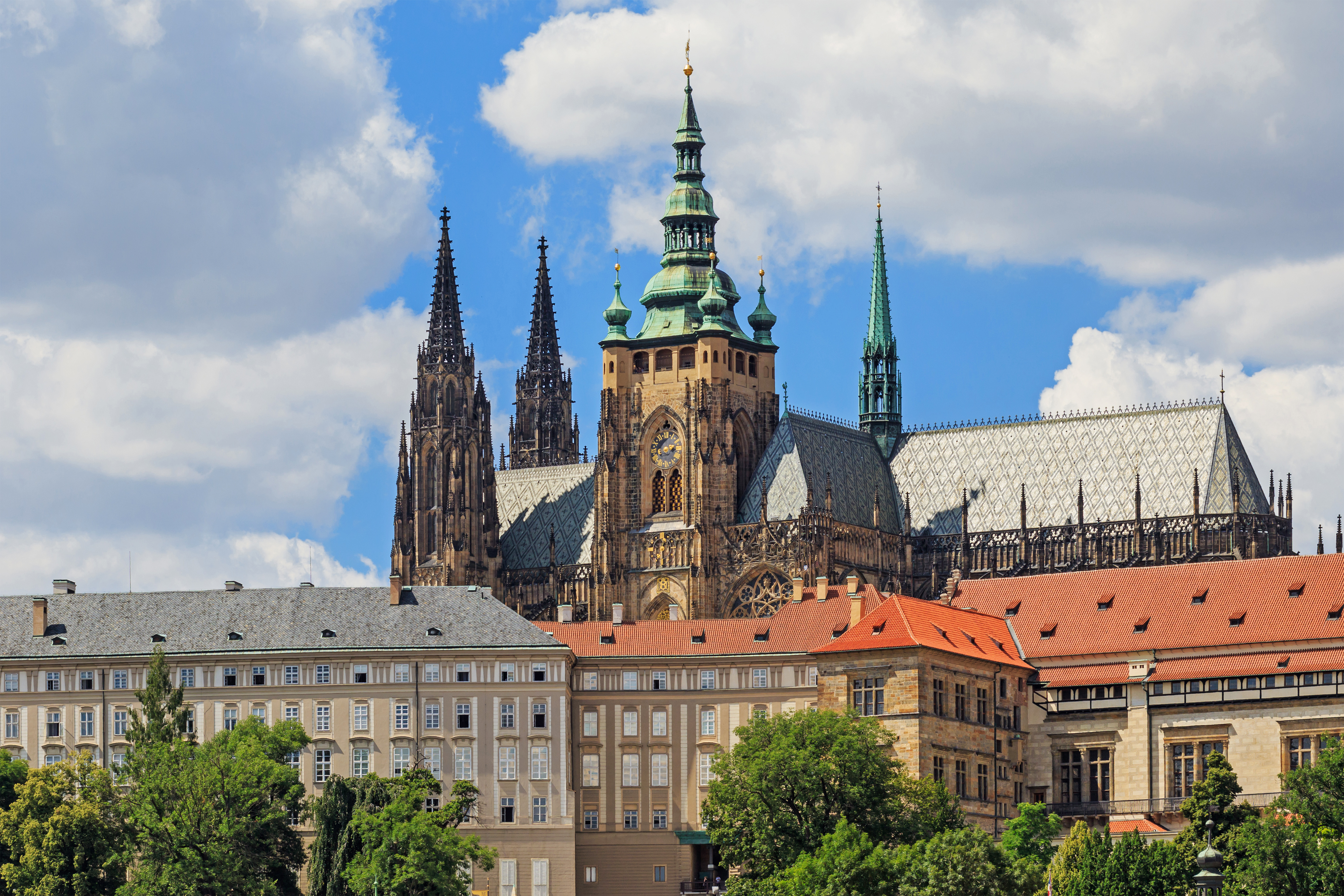
Veitsdom
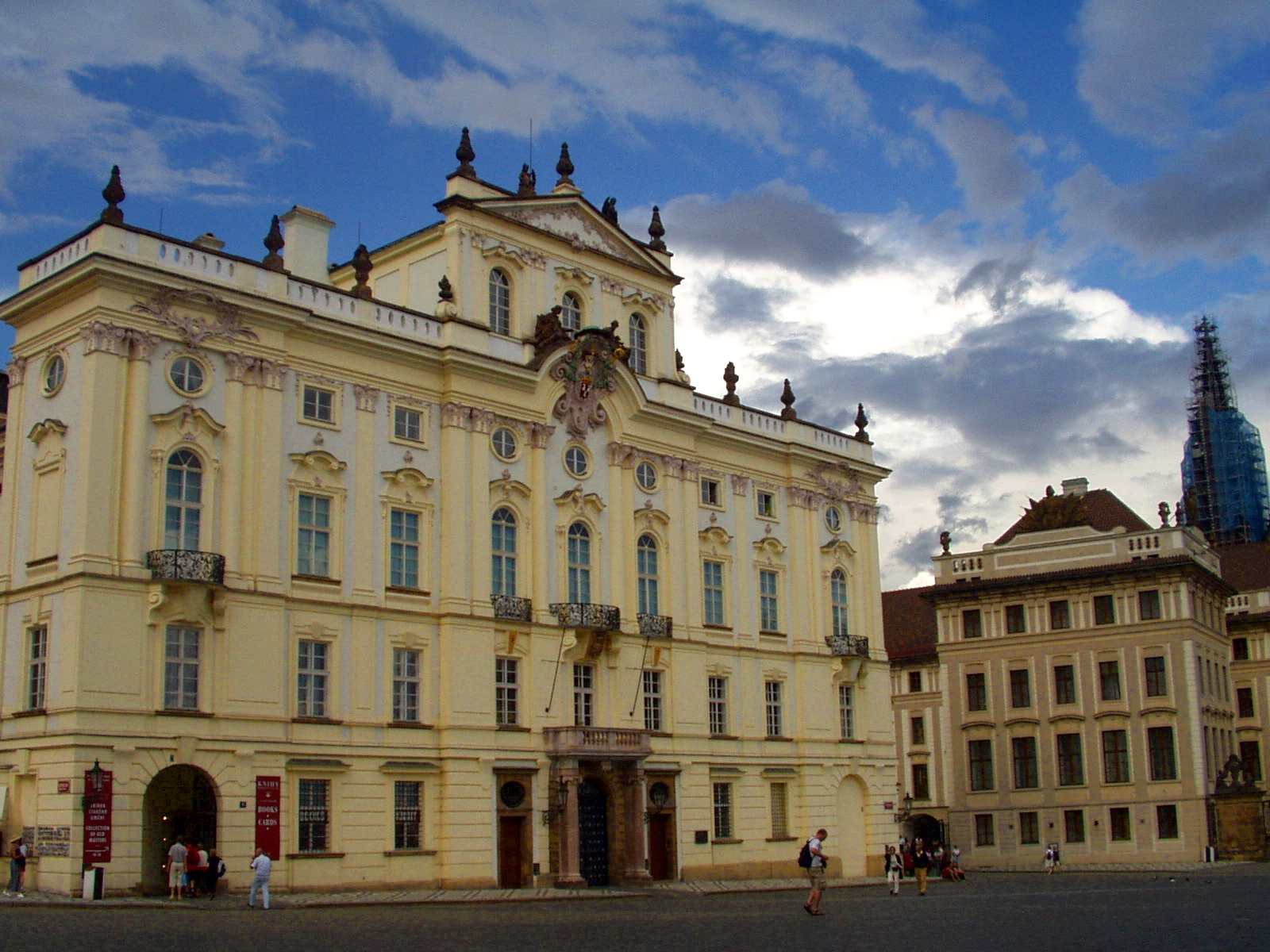
Erzbischöfliches Palais
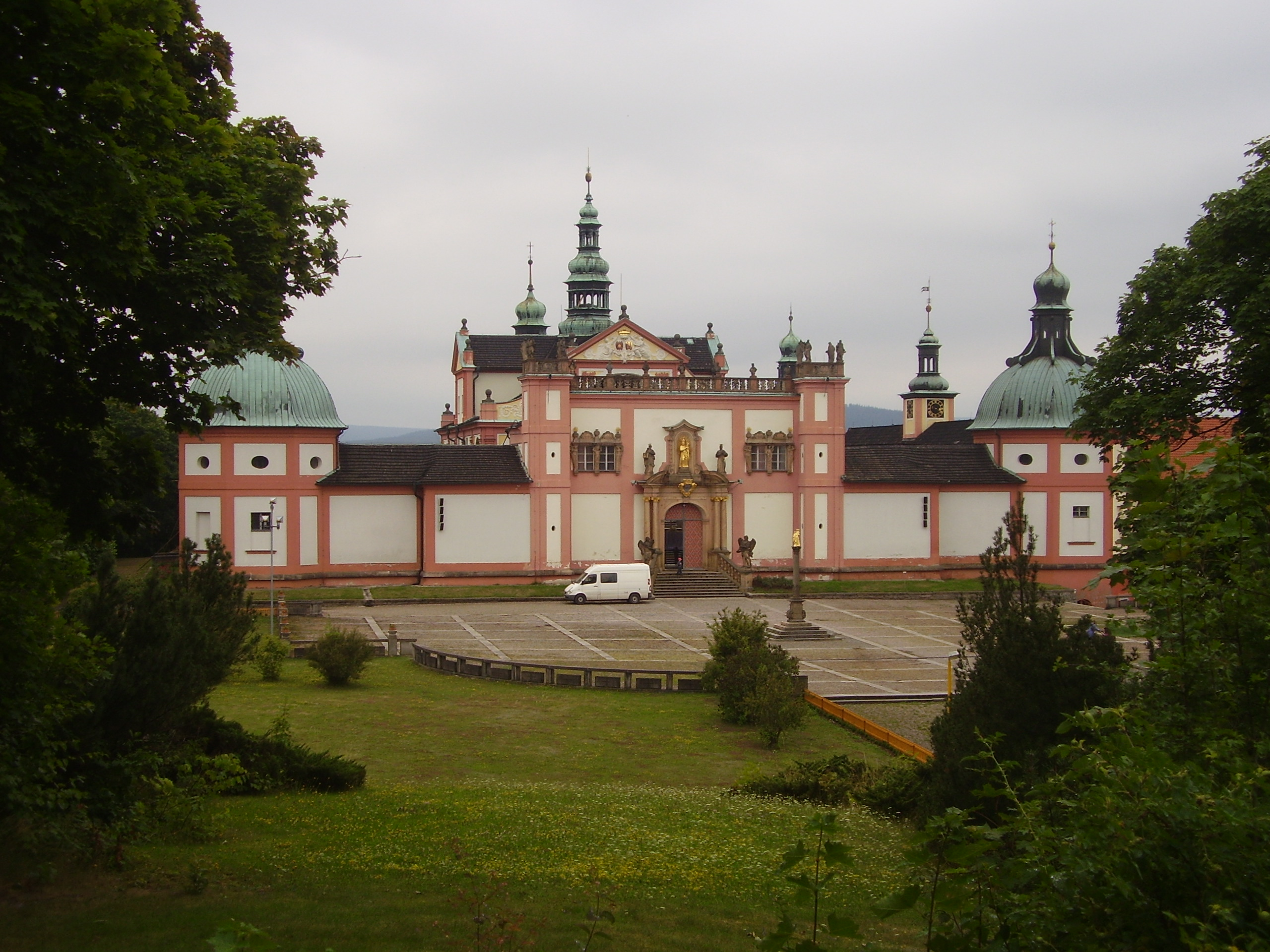
Příbram, Kloster Svatá Hora (Heiliger Berg der Böhmen)